# A Retrospective
A Retrospective – kompilacja wcześniejszych utworów rapera KRS-One oraz jego grupy Boogie Down Productions. Album zawiera także jeden wcześniej niepublikowany utwór pod tytułem: "Essays On BDP-Ism".

## Lista utworów
| #  | Tytuł                                   | Autor                                             | Producent                          | Wykonawca                 |
| -- | --------------------------------------- | ------------------------------------------------- | ---------------------------------- | ------------------------- |
| 1  | "My Philosophy"                         | L. Parker                                         | KRS-One                            | KRS-One                   |
| 2  | "I'm Still #1"                          | L. Parker                                         | KRS-One                            | KRS-One                   |
| 3  | "South Bronx"                           | L. Parker, S. LaRock                              | Ced Gee, DJ Scott La Rock, KRS-One | KRS-One                   |
| 4  | "Sound Of Da Police"                    | L. Parker                                         | Showbiz                            | KRS-One                   |
| 5  | "Love's Gonna Get'cha (Material Love)"  | L. Parker, C. Toni                                | Pal Joey                           | KRS-One                   |
| 6  | "Step Into A World (Rapture's Delight)" | L. Parker, J. West, C. Stein, D. Harry, H. Palmer | Jesse West                         | KRS-One                   |
| 7  | "You Must Learn"                        | L. Parker                                         | KRS-One                            | KRS-One                   |
| 8  | "Jack Of Spades"                        | L. Parker                                         | KRS-One                            | KRS-One                   |
| 9  | "The Bridge Is Over"                    | L. Parker, S. LaRock                              | Ced Gee, DJ Scott La Rock, KRS-One | KRS-One                   |
| 10 | "Jimmy"                                 | L. Parker                                         | KRS-One                            | KRS-One                   |
| 11 | "Criminal Minded"                       | L. Parker, S. LaRock                              | Ced Gee, DJ Scott La Rock, KRS-One | KRS-One                   |
| 12 | "Black Cop"                             | L. Parker                                         | KRS-One                            | KRS-One                   |
| 13 | "MC's Act Like They Don't Know"         | L. Parker, C. Martin                              | DJ Premier                         | KRS-One                   |
| 14 | "Why Is That?"                          | L. Parker                                         | KRS-One                            | KRS-One                   |
| 15 | "Outta Here"                            | L. Parker                                         | DJ Premier                         | KRS-One                   |
| 16 | "Essays On BDP-Ism"                     | L. Parker                                         | KRS-One                            | DJ Scott La Rock, KRS-One |